# Trisomi
Trisomi är en typ av kromosomrubbning, som innebär att man har tre exemplar i stället för det normala två av någon kromosom i sina celler. Den vanligaste trisomin är den för kromosom 21, vilket ger upphov till Downs syndrom. En äldre term för Downs syndrom är mongolism och då kallades en person som hade syndromet för mongoloid eller mongolid. Uttrycket uppfattas idag som kränkande. Uttrycket mongolism uppkom på grund av det så kallade mongolvecket. Vecket vid ögat som personer med Downs syndrom har, vilket också är vanligt hos folk med östasiatisk bakgrund.
Andra trisomier är Edwards syndrom (trisomi 18) och Pataus syndrom (trisomi 13). Trisomierna brukar medföra utvecklingsstörning och kroppsliga missbildningar. Deras allvarlighet beror på typ av trisomi (Downs syndrom är lindrigt i jämförelse med de andra två exemplen, medan trisomier på andra kromosomer ger så grava missbildningar att de oftast ger upphov till missfall), och därtill på "grad" av trisomi. Det finns nämligen förutom vanlig trisomi även mosaicistisk trisomi, vilket innebär en extra kromosom i vissa men inte alla kroppens celler, och partiell trisomi, vilket innebär en del av en extra kromosom i cellerna i stället för en hel sådan. Sådana trisomiformer kan innebära lindrigare handikapp.